# Ambystoma rivulare
Ambystoma rivulare é uma espécie de anfíbio caudado pertencente à família Ambystomatidae. Endêmica do México.